# سكيب غيلبرت
سكيب غيلبرت (بالإنجليزية: Skip Gilbert)‏ (30 أبريل 1960 بغلين كوف في الولايات المتحدة - ) هو لاعب كرة قدم أمريكي في مركز حراسة المرمى. لعب مع تامبا باي راوديز.